# Mucuna gracilipes
Mucuna gracilipes är en ärtväxtart som beskrevs av William Grant Craib. Mucuna gracilipes ingår i släktet Mucuna och familjen ärtväxter. Inga underarter finns listade i Catalogue of Life.